# 行政院消費者保護委員会
行政院消費者保護委員会（ぎょうせいいん-しょうひしゃほご-いいんかい）は中華民国行政院に属する消費者保護行政を所管する機関。1994年7月1日に設置された。